# Стехиометрия

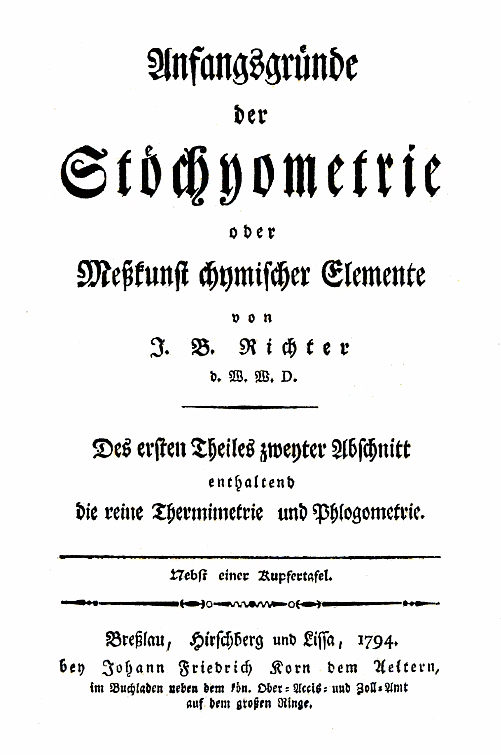
Титульный лист второго издания книги И. Рихтера

Стехиоме́трия (от др.-греч. στοιχεῖον «элемент» + μετρέω «измерять») — в химии учение о количественных соотношениях между массами (объёмами для газов) веществ, участвующих в химических реакциях в качестве реагентов или продуктов. Основано на ряде стехиометрических законов (сохранения массы вещества, постоянства состава веществ, закон Авогадро и др.), открытие которых положило начало химии как точной науки и которые позднее получили обоснование в рамках теории атомно-молекулярного строения вещества. Включает нахождение химических формул, составление уравнений химических реакций и проведение расчётов с их использованием. Стехиометрическими называют соотношения, в которых вещества согласно этим законам вступают в химические реакции. Также стехиометрическими (или дальтонидами) называют химические соединения с соответствующим этим законам постоянным качественным и количественным составом, в противовес нестехиометрическим соединениям с переменным составом (бертолидам). Вычисления на основе стехиометрических правил активно применяются в препаративной химии, химическом анализе, химической технологии, металлургии. Термин введен Рихтером в 1792 году.

## Этимология
Термин «стехиометрия» ввёл И. Рихтер в книге «Начала стехиометрии, или Искусство измерения химических элементов» (J. B. Richter. Anfangsgründe der Stöchyometrie oder Meßkunst chymischer Elemente. Erster, Zweyter und Dritter Theil. Breßlau und Hirschberg, 1792-93), обобщивший результаты своих определений масс кислот и оснований при образовании солей.
Термин происходит от древнегреческих слов стоихеион (στοιχεῖον — «элемент») и метрон (μέτρον — «мера»). Слово «стехиометрия» использовалось патриархом Константинопольским Никифором для обозначения количества строк в каноническом Новом Завете и некоторых апокрифах.

## Стехиометрическое соотношение
Если исходные вещества вступают в химическое взаимодействие в строго определённых соотношениях, а в результате реакции образуются продукты, количество которых поддаётся точному расчёту, то такие реакции называются стехиометрическими, а описывающие их химические уравнения — стехиометрическими уравнениями. Зная относительные молекулярные массы различных соединений, можно рассчитать, в каких соотношениях эти соединения будут реагировать. Мольные соотношения между веществами — участниками реакции показывают коэффициенты, которые называют стехиометрическими (они же — коэффициенты химических уравнений, они же — коэффициенты уравнений химических реакций). Если вещества реагируют в соотношении 1:1, то их стехиометрические количества называют эквимолярными

## Стехиометрические и нестехиометрические соединения
Понятие стехиометрии относят не только к химическим реакциям, но к составу химических соединений. В стехиометрических соединениях химические элементы присутствуют в строго определённых соотношениях (соединения постоянного стехиометрического состава, они же дальтониды). Примером стехиометрических соединений могут служить вода Н2О, сахароза С12Н22О11 и практически все другие органические, а также множество неорганических соединений.
В то же время подавляющее большинство неорганических соединений преимущественно немолекулярного строения в силу разных причин могут иметь переменный состав. Вещества, для которых наблюдаются отклонения от законов стехиометрии, называют нестехиометрическими или бертолидами. Так, оксид титана(II) имеет переменный состав, в котором на один атом титана может приходиться от 0,65 до 1,25 атома кислорода. Натриевольфрамовая бронза (относящийся к оксидным бронзам вольфрамат натрия) по мере удаления из неё натрия меняет свой цвет от золотисто-жёлтого (NaWO3) до тёмного сине-зелёного (NaO•3WO3), проходя через промежуточные красный и фиолетовый цвета. И даже хлорид натрия может иметь нестехиометрический состав, приобретая синий цвет при избытке металла. Отклонения от законов стехиометрии наблюдаются для конденсированных фаз и связаны с образованием твёрдых растворов (для кристаллических веществ), с растворением в жидкости избытка компонента реакции или термической диссоциацией образующегося соединения (в жидкой фазе, в расплаве).

## Примеры использования
Законы стехиометрии используют в расчётах связанных с формулами веществ и нахождением теоретически возможного выхода продуктов реакции. Рассмотрим для примера реакцию горения термитной смеси:
{\displaystyle {\ce {Fe2O3 + 2 Al -> Al2O3 + 2 Fe}}}.
Сколько граммов алюминия необходимо взять для завершения реакции с 85,0 граммами [[ оксида железа(III)?
Молярные массы оксида железа и алюминия 159,69 и 27 г/моль соответственно. На 1 моль оксида железа, согласно уравнению реакции, требуется 2 моля алюминия, т. е. на 159,69 г оксида железа требуется 54 г алюминия. Соответственно, по формуле пропорции на 85 г оксида железа требуется:
85⋅54/159,69 = 28,74 г.
Таким образом, для проведения реакции с 85,0 г оксида железа(III) необходимо 28,74 г алюминия.